# Метаксизм

Флаг Национальной молодежной организации (EON) во время режима 4 августа

Метаксизм (греч. Μεταξισμός) — авторитарная националистическая идеология греческого диктатора Иоанниса Метаксаса. Она призывает к возрождению греческой нации и основанию современной, однородной в культурном отношении Греции. Метаксизм характеризуется пренебрежительным отношением к либерализму, индивидуальные интересы людей согласно метаксизму должны быть подчинены тем представителям нации, которые стремятся мобилизовать греческий народ с целью создания "новой Греции". 
Метаксас заявлял, что режим 4-го августа (1936—1941) представляет «Третью Греческую цивилизацию», которая была призвана создать культурно очищенную греческую нацию на основе милитаристских обществ древней Македонии и Спарты (которые он называл «Первой греческой цивилизацией») и на основе православной христианской этики Византии (которая в его представлении являлась «Второй греческой цивилизацией»). Намереваясь лишить живших в Греции албанцев, славян и турок гражданства режим Метаксаса утверждал, что настоящим греческим гражданином может считаться только этнический грек исповедующий православие. 
Несмотря на то, что правительство Метаксаса часто описывается как фашистское, такие историки, как Стенли Пэйн, считают его авторитарно-консервативной диктатурой (сродни диктатуре Франко в Испании или Салазара в Португалии), при этом некоторые историки утверждают в нём наличие сильного квази-фашистского компонента или прямо характеризуют его как тоталитаризм, как это делал сам Метаксас, или фашизм. Метаксистское правительство опиралось в своей власти на консервативную политическую элиту, его доктрины характеризовались широкой поддержкой традиционных институтов таких как Православная церковь и Греческая Монархия. Метаксизм по своей природе являясь реакционным политическим течением тем не менее не имел столь радикальных идеологических ответвлений, которые были в фашизме или нацизме. Также метаксизм не поддерживал антисемитизм, который считался "отвратительным".

## Основные идеи
- Греческий национализм: Метаксизм продвигал культурную чистоту греческой нации и создание «Третьей Греческой цивилизации» .
- Монархизм: Метаксизм считает монархию столпом поддерживающим национальное единство.
- Антикоммунизм: Метаксизм был очень враждебен к левым и коммунистическим идеологиям.
- Антипарламентаризм: Метаксизм осуждал предшествующую парламентскую систему как причину анархии, разногласий и экономического упадка.
- Корпоративизм: Метаксизм выступает за классовое сотрудничество.
- Протекционизм: Метаксизм считал политику свободной торговли проводимую в Греции ранее провалившейся.
- Антиимпериализм: Метаксизм противился влиянию и господству над Грецией внешних сил.
- Антилиберализм: Метаксизм презирал либерализм.

## Влияние в обществе
Социальный контроль, основанный Метаксасом и идеи, перешедшие в молодёжь, особенно через Национальную Организацию Молодёжи, значительно повлияли на греческое общество и послевоенную политическую систему. Например, цензура (существовала до Метаполитефси) и некоторые элементы полицейского государства. В послевоенную эпоху за метаксизм выступала Партия 4-го августа. Идеи режима 4-го августа были дополнительным мотивом для правых офицеров, захвативших власть в результате государственного переворота (Чёрные полковники).